# هم تم (فلم)
هم تم (بالإنجليزية: Hum Tum) بالعربية معناه أنا وأنت هو فيلم كوميدي رومانسي هندي باللغة الهندية صدر عام 2004 من تأليف وإخراج كونال كوهلي. تم إنتاجه من قبل أديتيا تشوبرا تحت لوائه ياش راج فيلم، وهو مستوحى بشكل فضفاض من الفيلم الإنجليزي عندما التقى هاري بسالي (1989). الفيلم من بطولة سيف علي خان وراني موخرجي، مع ريشي كابور، كيرون خير، راتي أجنيهورتي وجيمي شيرجيل. تدور أحداث فيلم هم تم حول لقاءات شخصين، كاران وريا، الذين يلتقيان ببعضهما البعض في عدة مناسبات في ظل ظروف مختلفة.
يعد فيلم هم تم الفيلم الثالث للمخرج موخرجي مع شركة ياش راج فيلم. يحتوي الفيلم على العديد من مشاهد الرسوم المتحركة القصيرة، والتي تم إنشاؤها بواسطة شركة كاثا أنيميشن برئاسة براكاش نامبيار، مع تأثيرات خاصة قام بها مجموعة تاتا. تم التصوير السينمائي من قبل سونيل باتيل. قام جاتين لاليت بتأليف الموسيقى، بينما قام براسون جوشي بكتابة الكلمات.
تم إصدار هم تم المسرحي في 28 مايو 2004 وحصل على مراجعات مختلطة إلى إيجابية من النقاد، مع إشادة لتوجهها وموسيقى صوتية وأداء المجموعة، ولكن انتقادات لسكترتها. كان لها افتتاح فوق المتوسط وكان نجاحًا كبيرًا في أكسيب الكاميرا، مع إجمالي أرباح ₹43.22 مليون (US $ 520,000). أصبح الفيلم هو السادس من أعلى أرباح الفيلم في السنة.
حصل الفيلم على العديد من الجوائز. في حفل توزيع جوائز الفيلم الوطني الثاني والخمسين في عام 2005، حصل خان على جائزة الفيلم الوطني لأفضل ممثل. في حفل توزيع جوائز فيلم فير الخمسين، تلقى هم تم 8 ترشيحات وفاز بـ 5 جوائز، بما في ذلك أفضل مخرج (كوهلي)، وأفضل ممثلة (موخرجي)، وأفضل ممثل كوميدي (خان)، وأفضل مغنية (ألكا ياجنيك عن فيلم هم تم)، وأفضل مشهد لهذا العام.

## حبكة
كاران كابور هو رسام كاريكاتير ورجل يحب النساء. تستكشف رسوماته الكاريكاتورية اليومية، التي تحمل اسم "هم تم"، معركة السلوك الذكوري/الأنثوي. على متن طائرة من دلهي إلى نيويورك، يلتقي ريا براكاش، التي لا يبدو أنها مهتمة به. محاولاته الضعيفة في المغازلة لا تؤدي إلى أي شيء، ولكن عندما يكون لديهم توقف في أمستردام، توافق على استكشاف المدينة معه. سرعان ما يدرك كاران أنه ليس لديه الكثير من القواسم المشتركة مع ريا الشجاعة ولكن المهذبة، لكنه لن يستسلم. وينهي وقت الخلاف الذي قضوه معًا بقبلة غير مرغوب فيها. تغضب ريا وتصفعه وتغادر غاضبة، لكن كاران يصر على أنهما سيلتقيان مرة أخرى. وبعد ستة أشهر، يراها في حديقة في نيويورك، ويتشاجر مع صديقته شاليني، التي تبين أنها صديقة طفولة ريا، الأمر الذي ينتهي بانفصالهما.
بعد مرور ثلاث سنوات، يساعد كاران والدته في التخطيط لحفل زفاف تبين أنه زفاف ريا. ريا تتزوج سمير. يتجادلان مرة أخرى، ولكن هذه المرة، ينفصلان على علاقة جيدة. بعد ثلاث سنوات في باريس، يزور كاران والده، أرجون، عندما يلتقي ريا. يعلم من والدة ريا، بارميندر "بوبي" براكاش، أن سمير توفي في حادث سيارة بعد مرور عام على زواجهما مباشرة، وينطلق لمساعدتها في استعادة نظرتها الإيجابية للحياة.
يعود كاران إلى مومباي، وبعد ثلاثة أشهر، تزوره ريا وبوبي. يشعر أنها بحاجة إلى أن تكون مع رجل ممل ومتزمت، فيتآمر مع بوبي ليجعلها مع صديقه الخجول ميهير فورا. لكن في النهاية يقع ميهير في حب صديقة كاران، ديانا فرنانديز، ويرتبطان. في ليلة الخطوبة، تتعرف ريا على المؤامرة من ديانا التي كانت في حالة سُكر، وتنزعج من كاران. ميهير تجعل ريا تدرك حبها وكاران لبعضهما البعض. في تلك الليلة، أكملت ريا وكاران علاقتهما. يعتبر كاران أن هذا خطأ ويطلب من ريا الزواج منه لأنه يشعر أنه استغلها، وأن الزواج سوف يصحح الخطأ. تشعر ريا بالانزعاج، لأنها لم تعتبر تصرفاتهم خطأ؛ تدرك أنها تحبه لكنها تخبر كاران أنهما لا ينبغي لهما ارتكاب خطأ آخر بالزواج للأسباب الخاطئة. تتركه ريا لأن كاران يعكس مشاعره المربكة على أنها شعور بالذنب وليس حبًا لها. يدرك كاران خطأه ويحاول البحث عنها لكنه يفشل.
بعد مرور عام واحد، أصبح رسم كاران الكارتوني هم تم ناجحًا، وقام بكتابة كتاب عن هم وتم. في الأساس، القصة مبنية على قصة حبه مع ريا، التي تقرأ ذلك الكتاب وتجده في المؤتمر الصحفي. كاران وريا يجتمعان مرة أخرى. يعترف كاران بحبه لها، ويتزوجان وينجبان طفلة. بينما تنظران إلى طفلهما بحب، يوضع طفل رضيع في سرير بجانب سريرها. يعتقد كاران أن الصبي سيتزوج ابنته ويشكو إلى ريا، قائلاً إن الرجال يغازلون منذ اليوم الذي يولدون فيه، مما يشير إلى أن ابنتهما والصبي سيكون لهما علاقة رومانسية خاصة بهما.

## الممثلون
- سيف علي خان بدور كاران كابور
- راني موخرجي بدور ريا براكاش
- ريشي كابور بدور أرجون كابور، والد كاران
- كيرون خير بدور بارميندر "بوبي" براكاش، والدة ريا
- راتي أغنيهوتري بدور أنجالي "أنجو" كابور، والدة كاران.
- جيمي شيرجيل بدور ميهير فورا، صديق كاران
- إيشا كوبيكار بدور ديانا فرنانديز، محبوبة ميهير
- أبهيشيك باتشان بدور سمير خانا، زوج ريا الأول (ظهور خاص)
- شيناز تريسيوالا بدور شاليني (ظهور خاص)
- بارينيتا سيث في دور بوجا
- برزان دستور بدور هم (صوت فقط)
- جاياتري آير بدور تم (صوت فقط)

## الموسيقى التصويرية
كان الموسيقى الصوتية لهم تم قد تم تأليفها من قبل Jatin-Lalit، باستثناء "U'n'I (Mere Dil Vich Hum Tum) "، الذي تم تأليفه من قبل المنتج البريطاني الهندي Rishi Rich. بينما كتب كلمات جميع الأغاني (برسون جوشي)، وأداء الصوت من قبل شان، القا ياجنيك، سونو نيغام، سادة سارغام، بابول سوبرييو، أوديت نارايان، (جوجي دي) (فيرونيكا مهتا). الممثلين الرئيسيين سيف علي خان و راني محبجي قدموا صوتهم في أغنية "لادكي كيون". أُصدرت ألبوم الموسيقى الصوتية في 9 أبريل 2004 من قبل YRF Music.
| #  | عنوان                             | المدة |
| -- | --------------------------------- | ----- |
| 1. | "Ladki Kyon"                      | 06:18 |
| 2. | "Chak De"                         | 05:46 |
| 3. | "Hum Tum"                         | 05:29 |
| 4. | "Gore Gore"                       | 04:57 |
| 5. | "Yaara Yaara"                     | 04:44 |
| 6. | "Hum Tum" (Sad Version)           | 02:17 |
| 7. | ""U'n'I" (Mere Dil Vich Hum Tum)" | 03:38 |
| 8. | "Hum Tum" (Instrumental)          | 03:25 |

يحتوي القرص المضغوط وشريط الصوت أيضًا على نسخة موسيقية من أغنية "Hum Tum" وأغنية محذوفة تسمى "Yaara Yaara". تم إعادة استخدام هذا اللحن في فيلم كونال كوهلي التالي، فناء (2006)، في أغاني "Chand Sifarish"، والأكثر وضوحًا، "Chanda Chamke". والأخير لديه نفس اللحن طوال الأغنية بأكملها. كلا الأغنيتين مستوحاة من أغنية "سمرا وبها" للفرقة العراقية ميامي. أغنية "شك دي" مستوحاة من الأغنية العربية "يلا يا شباب" للفنان راغب علامة.
تم ترشيح جاتين لاليت لجائزة أفضل مخرج موسيقي في حفل توزيع جوائز فيلم فير الخمسين، حيث فازت ياجنيك بجائزة أفضل مغنية عن أغنية "Hum Tum". لنفس الأغنية، فاز براسون جوشي بجائزة أفضل كاتب كلمات في حفل توزيع جوائز الشاشة.

## روابط خارجية
- مقالات تستعمل روابط فنية بلا صلة مع ويكي بيانات